# Bexley (wijk)
Bexley is een wijk in het gelijknamige Londense bestuurlijke gebied Bexley, in het zuidoosten van de regio Groot-Londen.

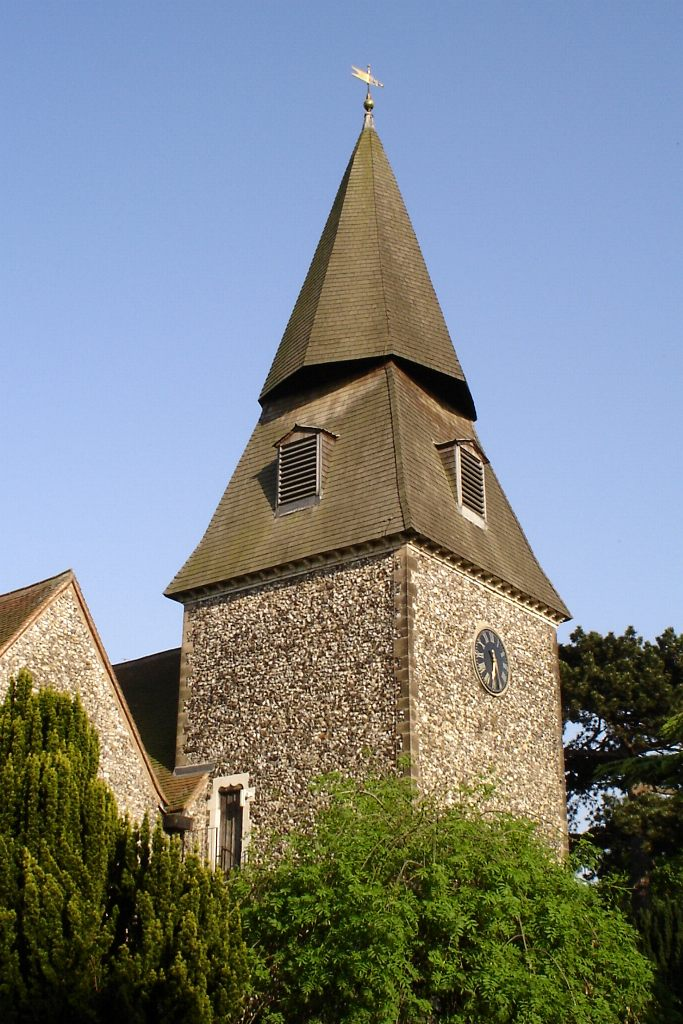
Kerk in Bexley